# مقصودیه

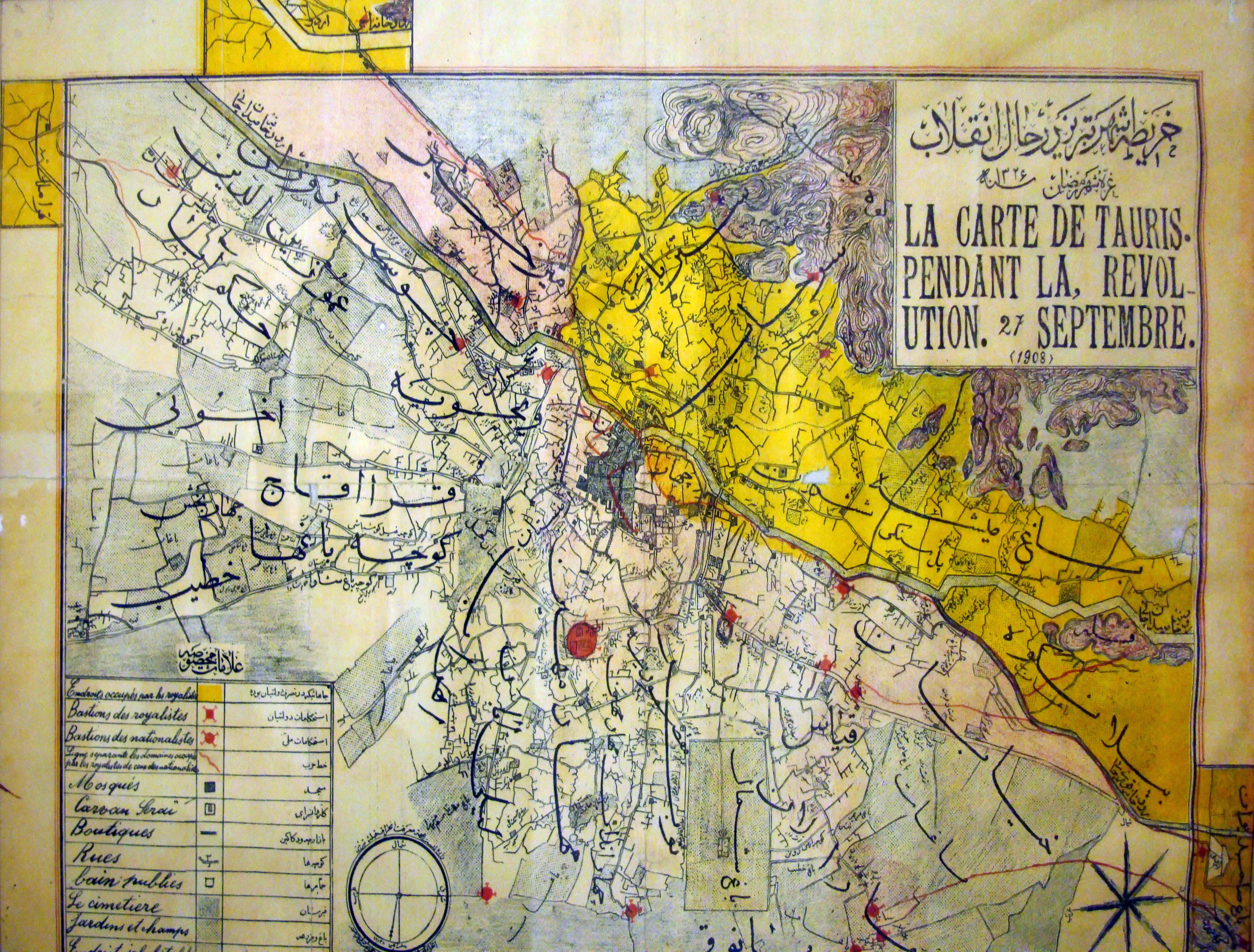
نقشه محلات تبریز -از جمله مقصودیه- در دوران مشروطه، سال ۱۹۰۸

محلهٔ تاریخی–فرهنگی مقصودیه (محلهٔ ویترین خانه‌های تاریخی تبریز) یکی از محله‌های مرکزی، شاخص و معتبر منطقهٔ ۸ شهرداری تبریز است که در مجاورت کاخ شهرداری تبریز واقع شده‌است. مرکز محلهٔ مقصودیه بر اثر مسیرگشایی و ساختمان‌سازی از بین نرفته و از معدود مراکز محله‌های باقی‌مانده در شهر تبریز است. این محله در گذشته، یکی از برزن هاي محلهٔ نوبر بوده و کاخ شهرداری تبریز هم در محل گورستان نوبر احداث شده‌است.

## وجه تسمیه
مقصودبیگ پسر اوزون حسن آق‌قویونلو در زمان پایتختی تبریز بر دودمان آق‌قویونلو، بنایی در محل فعلی محلهٔ مقصودیه احداث کرد و از آن پس، این منطقه به افتخار پسر حسن پادشاه، مقصودیه خوانده شد.

## آثار تاریخی
برخی از خانه‌های تاریخی مقصودیه در دوره‌های تاریخی نظیر مشروطه، کانون نهضت‌های مردمی بوده‌اند:

- خانهٔ استاد شهریار (موزهٔ ادبی استاد شهریار)
- خانهٔ بهنام
- خانهٔ حیدرزاده
- خانهٔ سلماسی (موزه سنجش)
- خانهٔ قدکی
- خانهٔ گنجه‌ای‌زاده
- خانهٔ نیکدل

## پیاده‌راه
پیاده‌راه محلهٔ مقصودیه با ایجاد ۵ هزار متر مربع سنگفرش مورد بهره‌برداری قرار گرفته‌است. در این پیاده‌راه تاریخی از گلدان‌ها، نیمکت‌ها، تیرهای روشنایی و ساختمان نگهبانی با معماری سنتی استفاده شده‌است. همزمان با پیاده‌راه‌سازی خیابان اصلی مقصودیه، کوچه‌های منتهی به این خیابان نیز کف‌سازی شده‌اند. همچنین قرار است تندیس بزرگان شهر تبریز در این خیابان نصب شده و هفته‌بازار هنری نیز در آن برقرار گردد.